# Megaherz
Megaherz is een Duitse industrial-metalband. De band werd in 1993 gevormd in Zuid-Duitsland. Een van de bekendste nummers is "Gott sein" (vertaald: God zijn) op het tweede album Wer bist du? (Wie ben je?). De naam van de groep betekent Mega-hart en is een woordspeling op megahertz.

## Geschiedenis
Megaherz heeft vanaf de oprichting meerdere muziekstijlen gespeeld. Het vroege werk behoorde tot dark alternative metal, vergelijkbaar met Amerikaanse bands uit de jaren negentig als Faith No More. Het latere werk is meer vergelijkbaar met bands als Oomph! en Rammstein. Nadat Jochen Seibert (alias 'Noel Pix') als keyboardspeler zijn intrede binnen de band had gedaan, begon de muziek meer invloeden van industrial te krijgen. De eerste stap naar dit genre zou het derde album Kopfschuss zijn.
Zanger Alexander Wesselsky verliet de band op 1 januari 2003 vanwege meningsverschillen betreffende de muziekstijl. Tezelfdertijd richtte hij de band Eisbrecher op, samen met een Megaherz-lid Noel Pix. Ook daarna volgden nog allerlei wisselingen in de bezetting.

## Studioalbums
- Herzwerk (1995)
- Wer bist du? (1997)
- Kopfschuss (1998)
- Himmelfahrt (2000)
- Herzwerk II (2002)
- 5 (2004)
- Heuchler (2008)
- Götterdämmerung (2012)
- Zombieland (2014)
- Komet (2018)